# Elecciones parlamentarias de la República Dominicana de 2010
El 16 de mayo de 2010 se celebraron las elecciones congresuales en la República Dominicana para elegir a los miembros de los 32 escaños en el Senado y 183 en la Cámara de Diputados. Las encuestas pronosticaron una victoria para el Partido de la Liberación Dominicana (PLD) del presidente Leonel Fernández. Antes de las elecciones, 96 de los 178 escaños de la Cámara de Diputados y 22 de los 32 escaños del Senado estaban controlados por el PLD.

## Elección
La elección coincidió con 155 elecciones municipales y elecciones para 20 escaños en el Parlamento Centroamericano. Los representantes del Parlamento Centroamericano estaban siendo elegidos por primera vez, habiendo sido nombrados previamente para sus puestos. Más de 6 millones de personas fueron elegibles para votar en las elecciones.

## Controversia
Las elecciones se llevaron a cabo en medio de una violencia esporádica con un partidario del opositor Partido Revolucionario Dominicano (PRD) y tres heridos en un enfrentamiento entre el gobierno y simpatizantes de la oposición en San Cristóbal. El muerto fue identificado como el guardaespaldas de un candidato a la alcaldía del PRD, de quien se dice que recibió cuatro disparos con ametralladora y murió en el hospital. Uno de los hombres heridos fue el conductor del alcalde actual. Además, un líder del PLD murió el 16 de mayo después de haber sido sorprendido mientras compraba documentos de identidad. Una tercera persona había perdido la vida el 15 de mayo en enfrentamientos entre seguidores del PLD y del PRD en Samaná.
Los funcionarios de la comisión electoral y los representantes del PRD y el PLD apelaron por la calma durante las elecciones. El presidente Leonel Fernández dijo que la violencia no afectaría los resultados de la encuesta.
Una misión de monitoreo de elecciones de la Organización de Estados Americanos (OEA) dijo que había recibido quejas de documentos de identidad falsos o comprados que se usaban para votar. No obstante, ratificó las elecciones como mayormente libres y justas.